# Когда приходит любовь
«Когда приходит любовь» (исп. Cuando llega el amor) – мексиканская теленовелла 1990 года производства телекомпании Televisa.

## Сюжет
Главная героиня Исабель Контрерас – привилегированная молодая девушка. Она красива, богата, её родители души в ней не чают. Помолвлена со своим молодым человеком Родриго. Они собираются пожениться после того, как Исабель окончит школу. Алонсо, её учитель верховой езды, предлагает её представлять страну в международных скачках.
Но не всё так хорошо, как кажется на первый взгляд. В доме Исабель живёт Алехандра, её кузина, которая всем сердцем ненавидит двоюродную сестру. Она всё время пытается ей навредить. Однажды она соблазняет Родриго. Об этом узнаёт Исабель и расстаётся с женихом. Но родителям ничего не говорит про Алехадру, так как не хочет, чтобы у кузины были неприятности.
На этом злодеяния Алехандры не заканчиваются. Испортив седло на соревнованиях, в которых участвовала Исабель, злодейка добилась того, что её кузина стала инвалидом. Теперь девушка проводит время, наблюдая за жителями дома напротив. Она знакомится с фотографом Луисом Филипе, человеком живущем в этом доме. Через некоторое время они влюбляются. Узнав об этом, Алехандра начинает флиртовать с Луисом с целью разлучить его с любимой.

## В ролях
- Лусеро — Исабель Контрерас
- Омар Фьерро — Луис Фелипе
- Иран Йори — Росалия, мать Исабель
- Эрик дель Кастильо — Рафаэль, отец Исабель
- Наилеа Норвинд[англ.] — Алехандра
- Гильермо Гарсия Канту — Родриго

## Музыка
- Лусеро спела заглавную песню сериала, а также выпустила одноимённый альбом Cuando Llega el Amor[англ.].
- В качестве музыкального сопровождения используется песня группы The Alan Parsons Project “Sirius” из альбома Eye in the Sky.

## Награды и премии

### TVyNovelas
Великолепная игра Лусеро и Омара Фьерро принесли им награду за лучшую женскую и мужскую роли. Мигель Корсега получил награду за лучшую режиссёрскую работу. Остальные 8 номинаций остались без выигрыша.